# Adolfo Grosso
Adolfo Grosso (né le 17 décembre 1927 à Povegliano, dans la province de Trévise, en Vénétie et mort le 28 juillet 1980 à Vigasio) est un coureur cycliste italien des années 1950.

## Biographie
Professionnel de 1949 à 1956, Adolfo Grosso a notamment remporté une étape du Tour d'Italie 1954, Milan-Turin (1950) et le Tour de Vénétie (1952 et 1955).

## Palmarès

### Palmarès amateur
- 1948
  - Astico-Brenta
  - 3e étape du Tour des Dolomites
- 1949
  - Coppa Caivano
  - Milan-Reggio d'Émilie
  - 4e étape du Tour des Dolomites

### Palmarès professionnel
- 1949
  - Trophée Baracchi (avec Fiorenzo Magni)
- 1950
  - Milan-Turin
- 1952
  - Tour de Vénétie
  - 8e étape du Tour de Catalogne
  - 2e étape du Tour d'Argentine
  - 2e du Tour de Catalogne
  - 3e de la Coppa Bernocchi
  - 5e du Tour de Lombardie
- 1953
  - Tour de Campanie
  - 1reb étape du Tour de Catalogne
- 1954
  - 20e étape du Tour d'Italie
- 1955
  - Tour de Vénétie
  - 3e du Tour du Piémont
- 1956
  - 1re étape du Tour de Romandie
  - 2e du Tour d'Émilie

## Résultats sur les grands tours

### Tour de France
1 participation
- 1953 : hors délais (7e étape)

### Tour d'Italie
7 participations
- 1950 : 63e
- 1951 : 48e
- 1952 : 41e
- 1953 : abandon
- 1954 : 22e, vainqueur de la 20e étape
- 1955 : 42e
- 1956 : abandon (12e étape)